# Christian Seraphim
Christian Seraphim (* 25. Mai 1995 in München) ist ein ehemaliger deutscher Tennisspieler.

## Karriere
Seraphim spielte ab 2014 College Tennis an der Wake Forest University. 2016 gewann er die Atlantic Coast Conference mit seinem Team zum ersten Mal in der Geschichte der Universität. Im Doppel gewann er die National Indoor Championships an der Seite von Skander Mansouri. Seine beste Platzierung im Doppel-Ranking der Division 1 College Tennis ist Rang eins. 2018 beendete er sein Studium.
Seraphims erster Auftritt im Profitennis war 2015 bei den Winston-Salem Open, wo er durch eine Wildcard in der Qualifikation und im Hauptfeld des Doppelwettbewerbs startete. Beide Partien verlor er, im Doppel an der Seite von Mansouri gegen Ryan und Christian Harrison. Im Folgejahr spielte er im Doppel beim selben Turnier erneut mit einer Wildcard an der Seite Mansouris. Sein letztes Turnier spielte er 2019.